# Hugo Fritz Dertz
Hugo Fritz Dertz (* 17. März 1873 in Hannoversch Münden; † 3. März 1965 in Frankenberg (Eder)) war ein deutscher Kommunalpolitiker und Abgeordneter des Provinziallandtages der preußischen Provinz Hessen-Nassau.

## Leben
Hugo Fritz Dertz war der Sohn des Ziegeleibesitzers  Christian Dertz und dessen Gemahlin Auguste Tiburtius.
Nach dem Abitur am Gymnasium in Zerbst leistete er seinen Militärdienst beim 82. Infanterieregiment in Göttingen und wurde später als Hauptmann und Kompanieführer im 83. Infanterieregiment in Arolsen entlassen. Im Anschluss daran studierte er Bergbau, brach das Studium mangels Anstellungsaussichten ab. Er studierte Rechtswissenschaften in Berlin, Heidelberg und Göttingen. Nach der ersten juristischen Staatsprüfung kam er zunächst zum Amtsgericht Bergen, wechselte dann in die Kommunalverwaltung und fand bei der Stadtverwaltung Hannoversch Münden eine Beschäftigung. Seine Wahl zum Bürgermeister der Stadt Frankenberg fiel auf den 14. September 1899. Dabei hatte er sich im Auswahlverfahren gegen 61 Bewerber durchgesetzt. 1907 wurde er zum Abgeordneten des Kurhessischen Kommunallandtages des Regierungsbezirks Kassel gewählt. Aus dessen Mitte erhielt er ein Mandat für den Provinziallandtag der Provinz Hessen-Nassau. Hier war er Mitglied im Rechnungsprüfungs- und Hauptausschuss und blieb bis 1919 in den beiden Parlamenten. 1932 wurde er Mitglied des Kreisausschusses Frankenberg. Gegen Jahresende 1933 legte er alle öffentlichen Ämter nieder und wurde in den Ruhestand versetzt. Nach Kriegsende wurde er noch einmal für eine kurze Zeit als Bürgermeister in Frankenberg eingesetzt. 

## Öffentliche Ämter
- Mitglied des Vorstands im Wirtschaftsverband Hessen-Nassau
- Vorstandsmitglied beim Arbeitsamt Marburg
- Vorstandsmitglied im Waldbesitzerverband
- Vorstandsmitglied im Verwaltungsausschuss der Landwirtschaftlichen Winterschule
- stellvertretender Vorsitzender der Wässereigenossenschaft „Unterhalb Schreufa“
- Vorsitzender der Wässereigenossenschaft Tiergarten*